# 舟形街道
舟形街道（ふながたかいどう）は、羽州街道舟形宿（山形県舟形町）と手向宿（山形県鶴岡市羽黒）を結ぶ街道。六十里越街道（国道112号）とともに、出羽三山への参詣に向かう代表的な街道であり、かつて松尾芭蕉も通った。山形県の内陸地方と庄内地方を結ぶ、大変重要な街道でもあった。また、東北随一の雄藩、仙台藩に上方物や松前物を運ぶ主要なルートでもあり、清水河港から北羽前街道を通り、仙台城下へと運ばれた。
現在、最上地方と庄内地方を結ぶ国道47号の別称は鶴岡街道であるが、これは明治時代以降に、新庄市と鶴岡市を結ぶ道路に付けられた呼び名である。舟形街道の名は、今では山形県道31号舟形大蔵線区間でのみ使用されている。（かつては舟形町内の奥羽本線に「舟形街道踏切」が存在したが、山形新幹線開業によるアンダーパス化によって廃止された）

## 宿場
- 舟形宿（羽州街道および北羽前街道に接続）
- 清水宿（最上川の河港。本陣も設置されていた）
- （本合海河港）
- 古口宿
- 清川宿
- 狩川宿
- 三ヶ沢宿
- 手向宿（羽黒山登山口）

※江戸時代は、最上峡に現在の国道47号に相当する道路はなく、清水ないしは本合海から、清川までの舟運しか交通手段はなかった。

## 関所
- 舟形口留番所（新庄藩。羽州街道の関所）
- 古口舟番所（新庄藩）
- 清川番所（庄内藩）

## 現在のルート
- 山形県道31号舟形大蔵線（舟形 - 清水）
- 国道47号（清川 - 狩川）：現 鶴岡街道
- 山形県道46号羽黒立川線（狩川 - 手向）：現 手向街道